# Shajtarske (Dnipropetrovsk)
Shajtarske (en ucraniano: Шахтарське) es una ciudad ucraniana perteneciente al óblast de Dnipropetrovsk. Situado en el este del país, es parte del raión de Sinélnikove y del municipio (hromada) homónimo.

## Toponimia
Desde mayo de 1960 hasta 2024, se conocía la ciudad como Pershotravensk (en ucraniano: Першотравенськ; en ruso: Першотравенск).

## Geografía
Shajtarske se encuentra en la cuenca del Dombás, a 50 km Pavlojrado y está 105 kilómetros al este de Dnipró. Por la ciudad pasa el canal Shajtarske-Dombás. 

## Historia
Shajtarske es una de las ciudades más jóvenes del óblast de Dnipropetrovsk. La historia de la ciudad está indisolublemente ligada al desarrollo de la minería en la cuenca carbonífera de la cuenca occidental del Donets.  
Pershotravensk fue inicialmente una pequeña ciudad minera fundada en mayo de 1954.La ciudad fue fundada como un pequeño asentamiento minero, creciendo con el uso de nuevas minas de carbón Dombás Occidental Nº 1 y 2.
En 1960, Pershotravensk recibió el estatus de asentamiento urbano y en febrero de 1966 se le dio el estatus de ciudad. En 1982 había tres minas de carbón (Pershotravnevaya, Stepnaya y Yubileinaya) y Pershotravensk se convirtió una ciudad de importancia regional en 1989.
El 21 de julio de 2002, se produjo una explosión de metano en el pozo Nº 570 de la mina Yuvileyna y como resultado del accidente murieron 6 personas y 16 personas fueron hospitalizadas. Pershotravensk es la primera ciudad del este de Ucrania que tiene una iglesia protestante de pleno derecho, y el número de protestantes en la ciudad llega a 2.000.
Hasta el 18 de julio de 2020, Pershotravensk sirvió como ciudad de importancia regional. El estatus fue abolido en julio de 2020 como parte de la reforma administrativa de Ucrania, que redujo el número de raiones del óblast de Dnipropetrovsk a siete. La ciudad se fusionó con el raión de Sinélnikove.En 2023, el grupo de trabajo de la Comisión Nacional de Estándares Lingüísticos Estatales incluyó a Pershotravensk en la lista de asentamientos en Ucrania que pueden renombrarse como parte de las campañas de descomunización y la derusificación en Ucrania. El nombre elegido fue el antiguo nombre, Shajtarske, aprobado en la Rada Suprema el 19 de septiembre de 2024.

## Demografía
La evolución de la población de Shajtarske entre 1959 y 2022 fue la siguiente:
| 1285                                                          | 20 422 | 23 660 | 28 068 | 29 140 | 28 859 | 29 104 | 29 019 | 28 834 | 27 099 |
| (Fuente: Cities & Towns of Ukraine y UKRAINE: Größere Städte) |        |        |        |        |        |        |        |        |        |

Según el censo de 2001, el 60,35% de la población son ucranianos y el 35,96% son rusos. En cuanto al idioma, la lengua materna de la mayoría de los habitantes, el 58,89%, es el ruso; del 40,21%, el ucraniano.

## Economía
Desde agosto de 1963, la minería del carbón ha sido la base de la economía de la ciudad. Actualmente hay 2 minas activas: Stepnaya y Yubileinaya, que están unidas en una sola dirección de mina. En 2017, la mina produjo una media de 10.900 toneladas de carbón al día.

## Infraestructura

### Educación
La ciudad cuenta con un liceo, 6 escuelas, 7 instituciones preescolares, 2 palacios de cultura, 3 bibliotecas, una escuela de música, una casa de creatividad artística y un complejo deportivo.

### Transporte
Pershotravensk está unido con Dnipró por la autopista M04, un tramo de la E50. No hay transporte ferroviario en la ciudad.

## Personas ilustres
- Yaroslav Rakitski (1989): futbolista ucraniano que ha jugado gran parte de su carrera en el Shajtar Donetsk.

## Galería

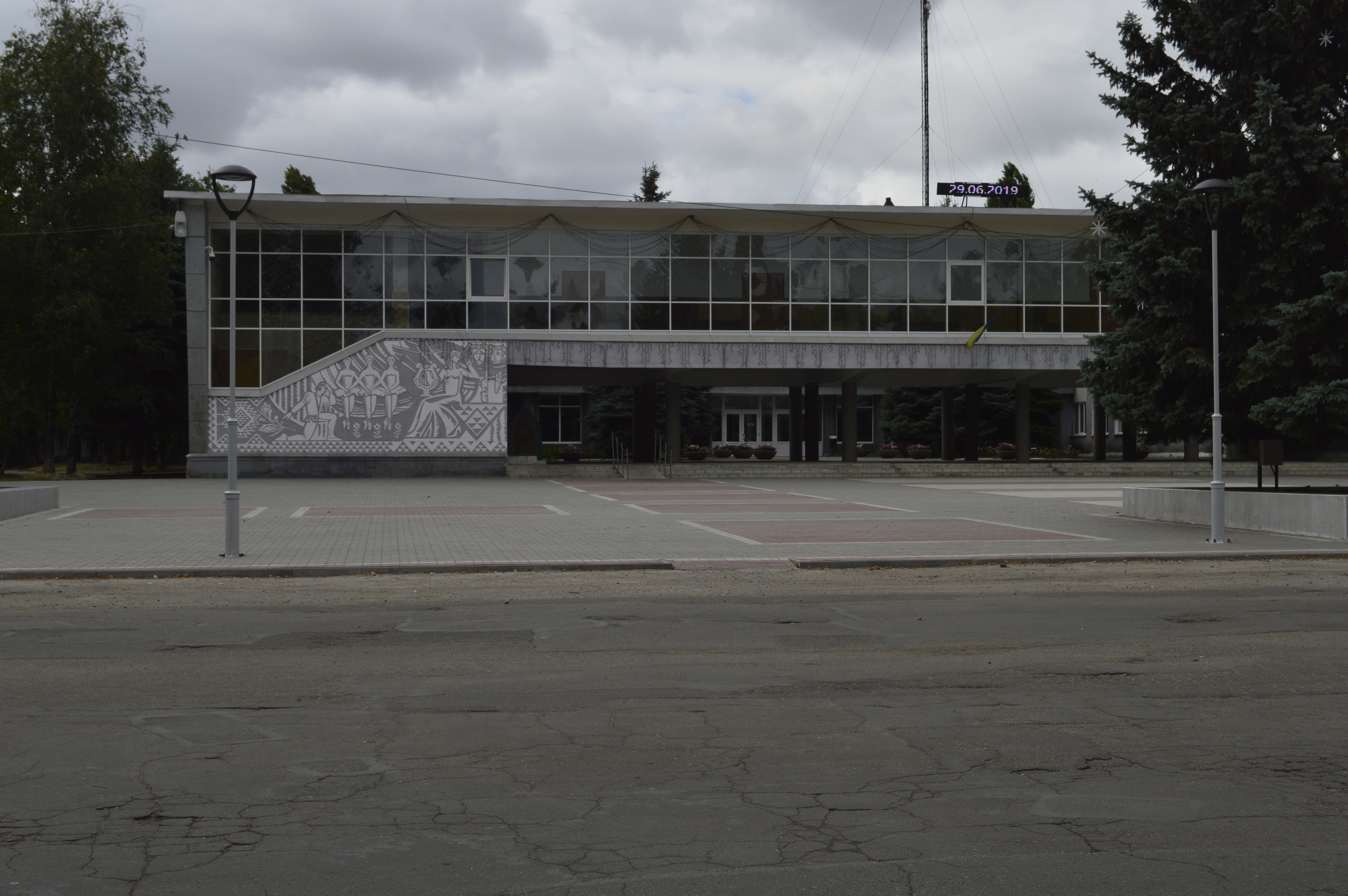
Plaza central de Shajtarske
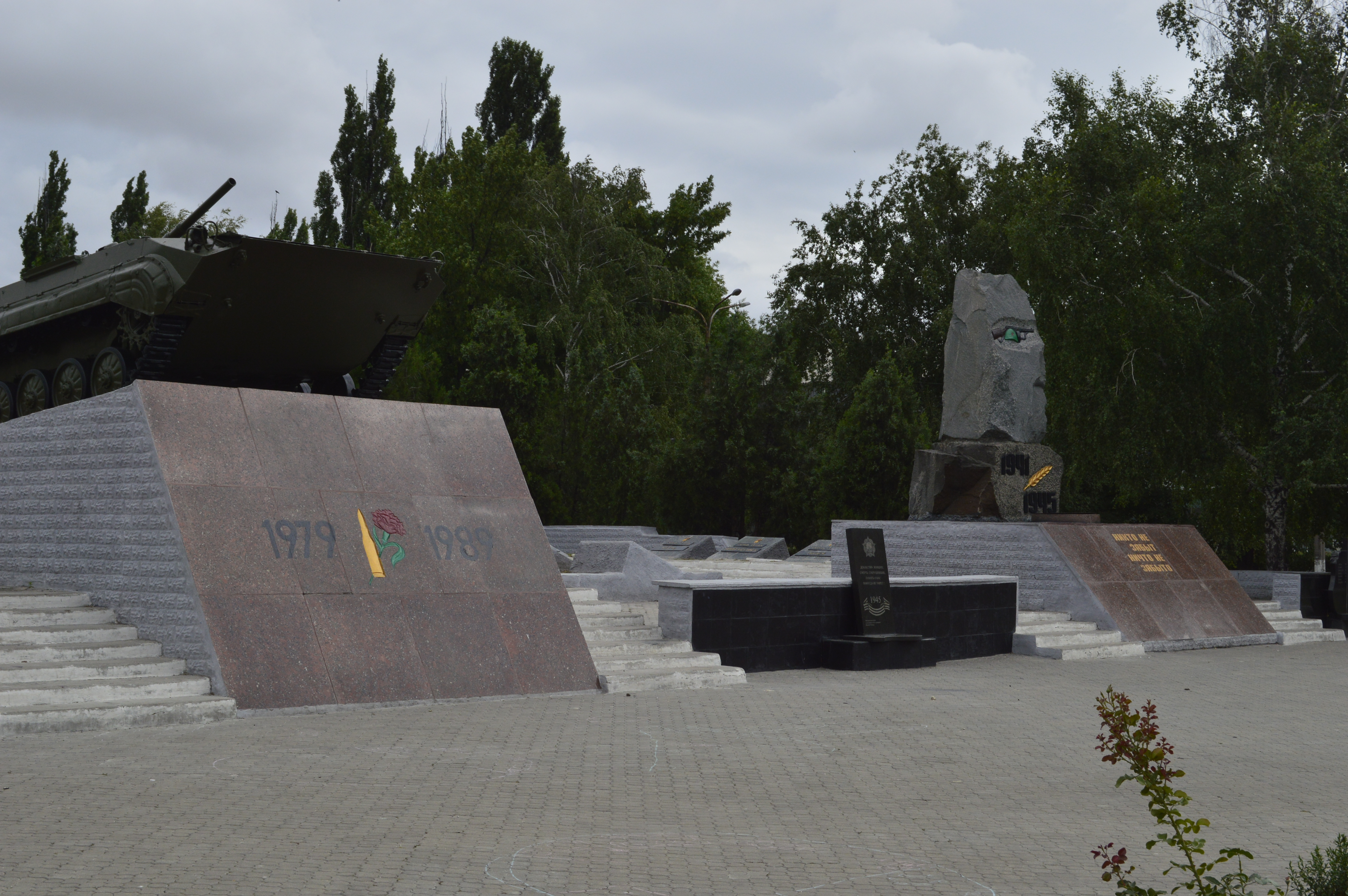
Memorial de la invasión soviética de Afganistán
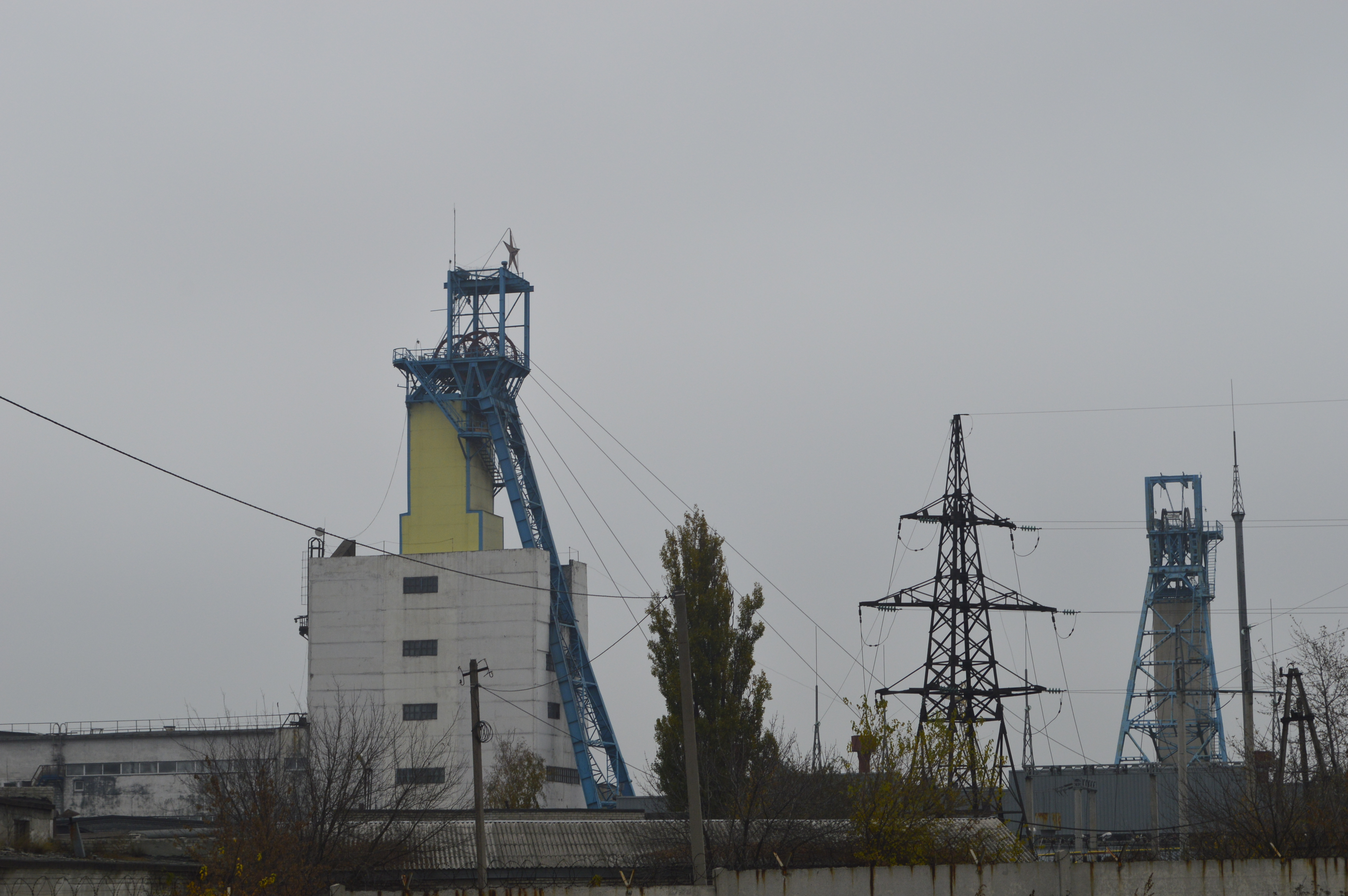
Minas de la ciudad

## Ciudades hermanadas
Shajtarske está hermanada con las siguientes ciudades:
- Olszyna, Polonia.